# Сберегательный сертификат
Сберегательный сертификат (англ. savings certificate) — ценная бумага, удостоверяющая сумму вклада, внесенного в банк физическим лицом, и права вкладчика (держателя сертификата) на получение по истечении установленного срока суммы вклада и обусловленных в сертификате процентов в банке, выдавшем сертификат, или в любом филиале банка. Другое название сберегательного сертификата — депозитный сертификат — означает обязательство банка выплатить хранящийся в нём вклад и проценты. Сберегательный сертификат не может служить расчётным или платёжным документом.
Сертификат выдаётся путём взноса наличных денег или за счёт средств, хранящихся во вкладе. Определение понятия «сберегательный сертификат» содержится в главе 7 Гражданского кодекса Российской Федерации, а также в статьях 836 и 844.
Право выпуска данных ценных бумаг предоставлено только кредитным организациям (банкам) после регистрации условий их выпуска и обращения в Банке России (ЦБ РФ). В настоящее время порядок выпуска и обращения сберегательных сертификатов регламентируется Указаниями Банка России «О внесении изменений и дополнений в письмо Центрального банка России от 10 февраля 1992 года № 14-3-20 „О депозитных и сберегательных сертификатах банков“» от 31.08.1998 г. № 333-У (далее — Указание № 333-У).
Сберегательные сертификаты выпускаются в валюте Российской Федерации (только российских рублях). Сертификаты могут быть именными или на предъявителя. Также он может быть срочным или обращающимся (то есть одно лицо может передать его другому с помощью передаточной надписи). Срок обращения сертификата составляет 3 года. На сертификате обязательно должен быть указан срок погашения. Выплата процентов по сертификатам осуществляется одновременно с погашением ценной бумаги. Вместе с тем, предусмотрена их досрочная оплата. При этом выплачивается номинал сертификата и проценты, установленные по вкладам до востребования, действующие на момент предъявления сертификата к оплате (или иной порядок досрочной оплаты, установленный банком при выпуске сберегательных сертификатов). В случае просрочки сберегательный сертификат признаётся документом до востребования.
Согласно закону «О страховании вкладов физических лиц в банках РФ», денежные средства, размещённые во вклады на предъявителя, в том числе удостоверенные предъявительским сберегательным сертификатом, не подлежат страхованию, даже если банк, выдавший сертификат, является участником системы страхования вкладов.
С 1 июня 2018 года в Российской Федерации отменены сберегательные сертификаты на предъявителя.
Обязательными элементами сберегательного сертификата являются следующие:
1. Наименование «Сберегательный сертификат»;
2. Причина выдачи;
3. Дата и размер вклада;
4. Безусловное обязательство банка вернуть сумму вклада;
5. Дата востребования вклада;
6. Ставка процента за пользование вкладом;
7. Сумма причитающихся процентов;
8. Название и адрес банка-эмитента и, если сертификат именной, бенефициара;
9. Подписи двух лиц, уполномоченных банком на подписание обязательств, и печать банка.